# 13 Batalion Radiotechniczny
13 Batalion Radiotechniczny – jednostka wojsk radiotechnicznych Sił Zbrojnych Rzeczypospolitej Polskiej.
Sformowany w 1968 na bazie 13 kompanii radiotechnicznej w ramach 4 Dywizji Lotnictwa Myśliwskiego.
W 1990 roku rozwiązano batalion.

## Dowódcy batalionu
- mjr Marian Wójcik
- ppłk Bolesław Minda
- mjr Józef Slesar
- mjr Jan Babik